# Lijst van afleveringen van On the Buses
Dit is een lijst met alle afleveringen van de Engelse comedyserie On the Buses.

## Afleveringen

### Eerste reeks
1. The Early Shifts
2. The New Conductor
3. Olive Takes A Trip
4. Bus Driver's Stomach
5. The New Inspector
6. The Canteen
7. The Darts Match

### Tweede reeks
1. Family Flu
2. The Used Combination
3. Self Defence
4. Aunt Maud
5. Late Again
6. Bon Voyage

### Derde reeks
1. First Aid
2. The Cistern
3. The Inspector's Niece
4. Brew It Yourself
5. Busman's Perks
6. The Snake
7. Mum's Last Fling
8. Radio Control
9. Foggy Night
10. The New Uniforms
11. Going Steady
12. The Squeeze
13. On The Make

### Vierde reeks
1. Nowhere To Go
2. The Canteen Girl
3. Dangerous Driving
4. The Other Woman
5. Christmas Duty
6. The L-Bus
7. The Kids' Outing
8. The Anniversary
9. The Cover Up
10. Safety First
11. The Lodger
12. The Injury
13. Not Tonight

### Vijfde reeks
1. The Nursery
2. Stan's Room
3. The Best Man
4. The Inspector's Pets
5. The Epidemic
6. The Busmen's Ball
7. Canteen Trouble
8. The New Nurse
9. Lost Property
10. Stan's Uniform
11. The Strain
12. The New Telly
13. Vacancy For Inspector
14. A Thin Time
15. Boxing Day Social

### Zesde reeks
1. No Smoke Without Fire
2. Love Is What You Make It
3. Private Hire
4. Stan's Worst Day
5. Union Trouble
6. Bye Bye Blakey
7. The Prize

### Zevende reeks
1. Olive's Divorce
2. The Perfect Clippie
3. The Ticket Machine
4. The Poster
5. The Football Match
6. On The Omnibuses
7. Goodbye Stan
8. Hot Water
9. The Visit
10. What The Stars Foretell
11. The Allowance
12. Friends In High Places
13. Gardening Time